# South Fulton
South Fulton è un comune degli Stati Uniti d'America, situato nello Stato del Tennessee, nella Contea di Obion.